# Maryon Kantaroff

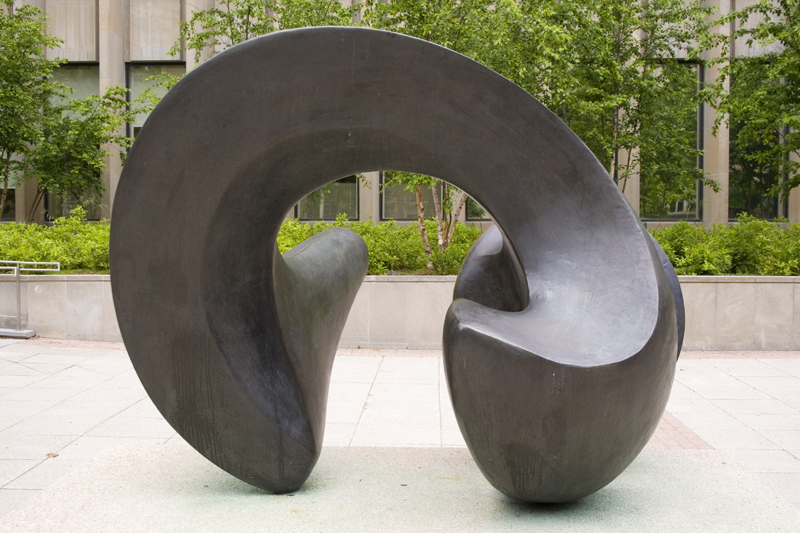
Frederic C. Gans Memorial in Toronto

Maryon Kantaroff (Toronto, 20 november 1933 - aldaar, 9 juni 2019) was een Canadese beeldhouwster.

## Leven en werk
Kantaroff studeerde piano aan het Royal Conservatory of Music en tot 1957 kunst en archeologie aan de Universiteit van Toronto. Van 1957 tot 1958 was zij assistent-conservator van de Art Gallery of Ontario. Voor een postacademische studie ging zij naar Londen, waar zij studeerde aan het British Museum. Zij volgde gedurende enkele jaren eveneens onderricht aan de Reading University, het Sir John Cass College of Art en het Chelsea College of Art in Engeland.
In 1968 kreeg Kantaroff haar eerste solo-expositie in de City Hall van Toronto en in hetzelfde jaar kreeg zij haar eerste grote opdracht voor een grote fontein op een landgoed in Inverness (Schotland). Kantaroff schept haar werk in uiteenlopende materialen als brons, steen, metaal en glasvezel.
In 1992 ontving de kunstenares de prestigieuze President's Award van de Sculptors Society of Canada.

## Werken (selectie)
- Cordella, Odette Sculpture Park in Windsor
- The Garden, Odette Sculpture Park in Windsor
- Counterpoint (1971), Don Mills Road in Toronto
- Greenwin (1973), Al Green Sculpture Park in Toronto
- Song of Deborah (1979), Baycrest Hospital in Toronto
- Frederic C. Gans Memorial (1980), University Avenue in Toronto
- Anodyomene[1] (1995), University of Toronto in Toronto
- The Secret Life of Plants[2] (2009)

## Fotogalerij

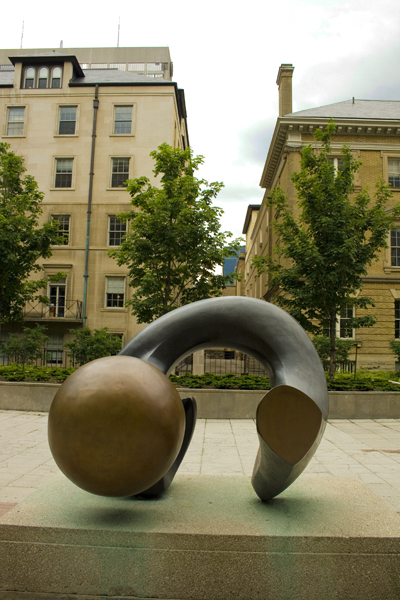
Frederic C. Gans Memorial (1980)
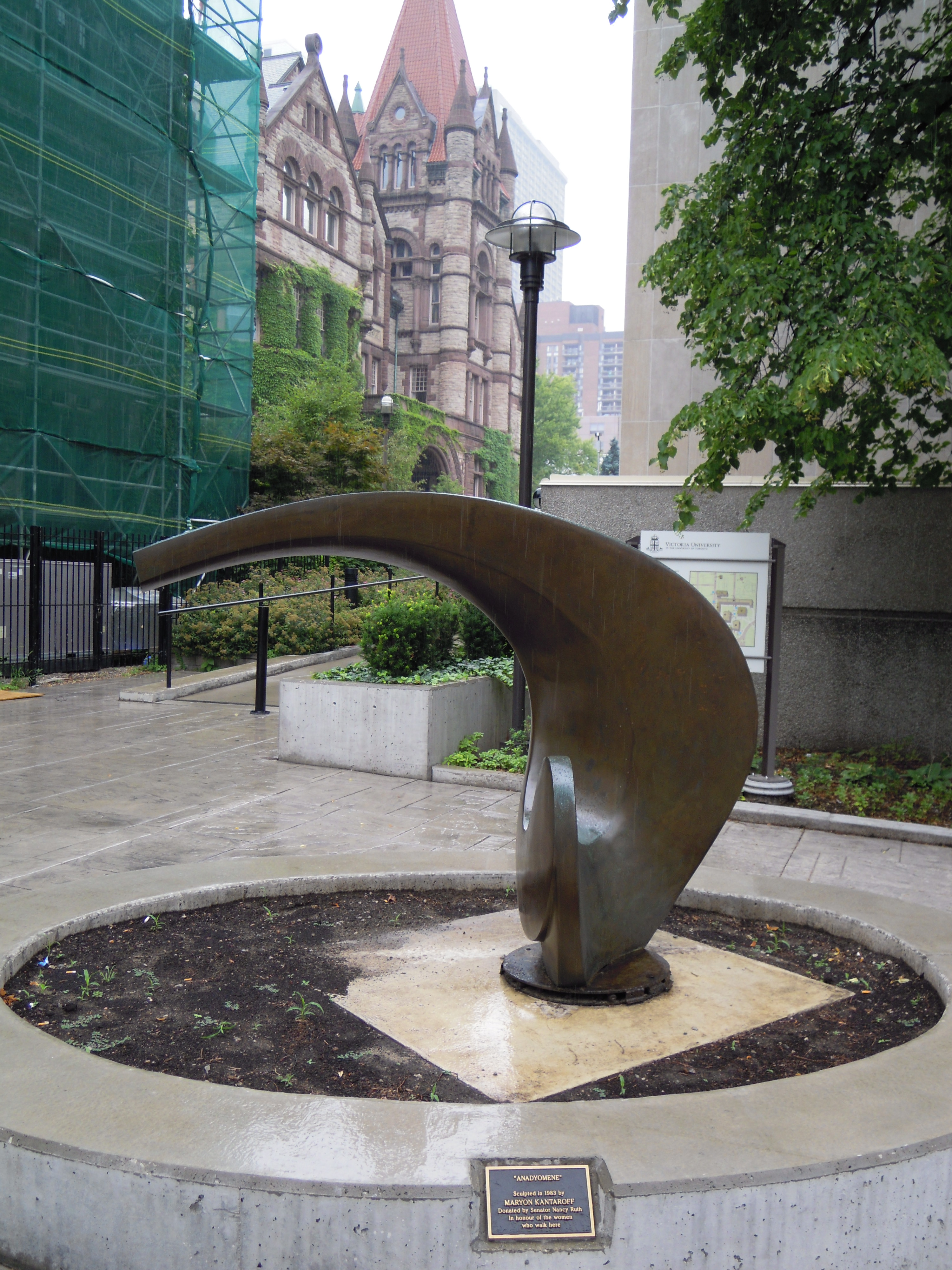
Anadyomene (1983)
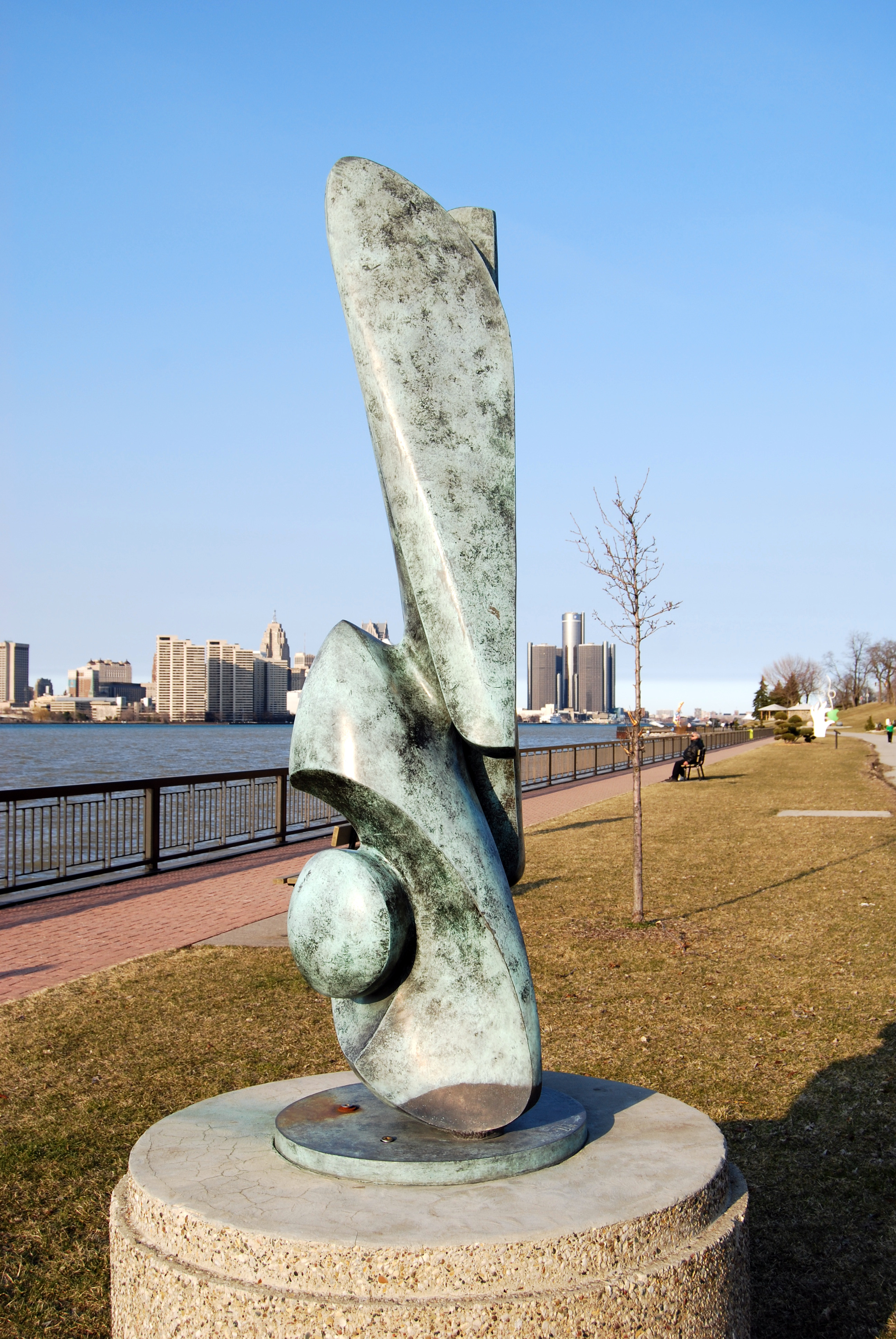
The Garden